# Benson Masya
Benson Masya (14 mei 1970 - 24 september 2003) was een Keniaanse langeafstandsloper. Hij liep wedstrijden in de periode van eind jaren tachtig tot begin jaren negentig. Zijn beste prestatie is een gouden medaille op het wereldkampioenschap halve marathon in 1992.

## Loopbaan
Masya won de marathon van Honolulu (driemaal), de City-Pier-City Loop (tweemaal) en de Great North Run (viermaal). Op 15 oktober 1995 liep hij een parcoursrecord van 1:01.09 bij de Trosloop.
Hij was bevriend met drievoudig Boston Marathon-winnaar Cosmas Ndeti en stierf op 33-jarige leeftijd na een ziekte. Men heeft geen doodsoorzaak bekendgemaakt. Zijn agent Zane Branson gaat er echter van uit, dat zijn overlijden is terug te voeren tot hiv-besmetting. Benson Masya liet een vrouw en drie kinderen achter.

## Titels
- Wereldkampioen halve marathon - 1992

## Persoonlijk record
| Onderdeel      | Prestatie | Datum             | Plaats        |
| -------------- | --------- | ----------------- | ------------- |
| halve marathon | 1:00.24   | 20 september 1992 | South Shields |

## Overwinningen
- Marathon van Honolulu - 1991, 1992, 1994
- Trosloop - 1995
- Great North Run - 1991, 1992, 1994, 1996
- City-Pier-City Loop - 1993, 1994
- Wereldkampioenschap halve marathon - 1992

## Palmares

### 15 km
- 1995:  Zevenheuvelenloop - 43.41

### 10 Engelse Mijl
- 1995:  Great South Run - 45.56
- 1998:  Great South Run - 48.14

### halve marathon
- 1992:  City-Pier-City Loop - 1:02.16
- 1992:  WK in South Shields - 1:00.24
- 1993:  City-Pier-City Loop - 1:00.24
- 1994:  City-Pier-City Loop - 1:02.00

### marathon
- 1991:  marathon van Honolulu - 2:18.24
- 1992:  marathon van Honolulu - 2:14.19
- 1994:  marathon van Honolulu - 2:15.04
- 1994: 17e Boston Marathon - 2:12.35
- 1996: 8e Londen Marathon - 2:12.43
- 1996: 15e New York City Marathon - 2:16.36
- 1997: 5e marathon van Kyong-Ju - 2:12.53

### overige afstanden
- 1996:  Asselronde in Apeldoorn (27,5 km) - 1:23.52